# 우아초

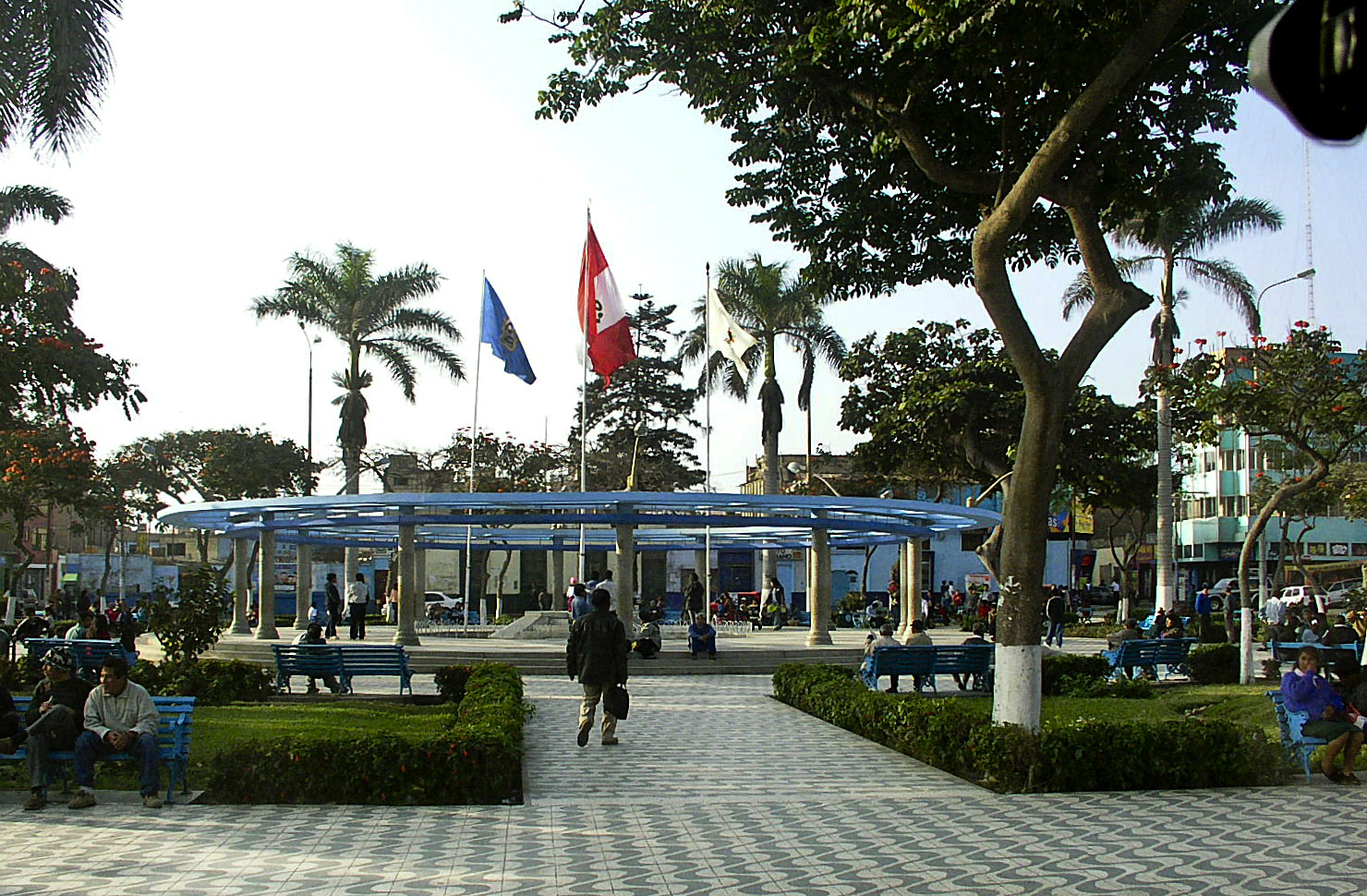
우아초

우아초(스페인어: Huacho)는 페루 서부에 위치한 도시로 리마 주의 주도이며 높이는 68m, 인구는 92,027명(2015년 기준)이다. 리마에서 북쪽으로 148km 정도 떨어진 곳에 위치한다.